# Brig (plaats)
Brig is een plaats in Zwitserland. Het ligt in het Duitse deel van het kanton Wallis en is van het Duitstalige deel van Wallis de grootste plaats en de hoofdplaats. Sinds 1 januari 1973 maakt Brig deel uit van de gemeente Brig-Glis in het district Brig.
De binnenstad is toeristisch interessant, onder andere vanwege het barokke slot Stockalperschloss. Brig ligt op de linkeroever van de Rhône. Op dezelfde hoogte langs de Rhône, aan de andere kant van de rivier, ligt de plaats Naters. Samen vormen ze één stad. Naters en de bergen ten noorden van Brig horen bij het toeristische gebied van de Jungfrau-Aletsch.
Station Brig is een belangrijk knooppunt voor het treinverkeer. Treinverkeer van Milaan naar Genève en van Milaan naar Bern en Bazel bedient Brig. De treinen uit Milaan, uit Italië, naar Brig komen door de Simplontunnel. Naar het noorden van Zwitserland, naar Bern en Bazel, moeten ze of door de Lötschbergtunnel of door de nieuwere Lötschberg-basistunnel. De bergen in, in de richting van de Furkapas, begint vanaf het station de spoorlijn Brig - Disentis.
Op 23 september 1910 vloog de Peruviaan Geo Chavez in een Blériot XI van Brig naar Domodossola over de Alpen. Hij haalde hierbij een hoogte van 2200 meter, maar stortte in Italië neer en overleed. In het centrum van Brig staat een fontein met een standbeeld ter nagedachtenis aan Chavez.
Brig ligt aan de bovenloop van de Rhône, die verder door het Meer van Genève en Lyon naar de Middellandse Zee stroomt. In Brig mondt de Saltina in de Rhône uit.

## Geboren
- Catharina Seiler-Cathrein (1834-1895), onderneemster en hotelierster[1]
- Ernest Guglielminetti (1862-1943), arts en hoogteonderzoeker, begon met het asfalteren van wegen
- Henri Colpi (1921-2006), Frans filmregisseur, scenarist en monteur
- Louis Carlen (1929-2022), notaris, advocaat, politicus en hoogleraar[2]
- Gianni Infantino (1970), voorzitter FIFA
- Benjamin Weger (1989), biatleet

## Externe link

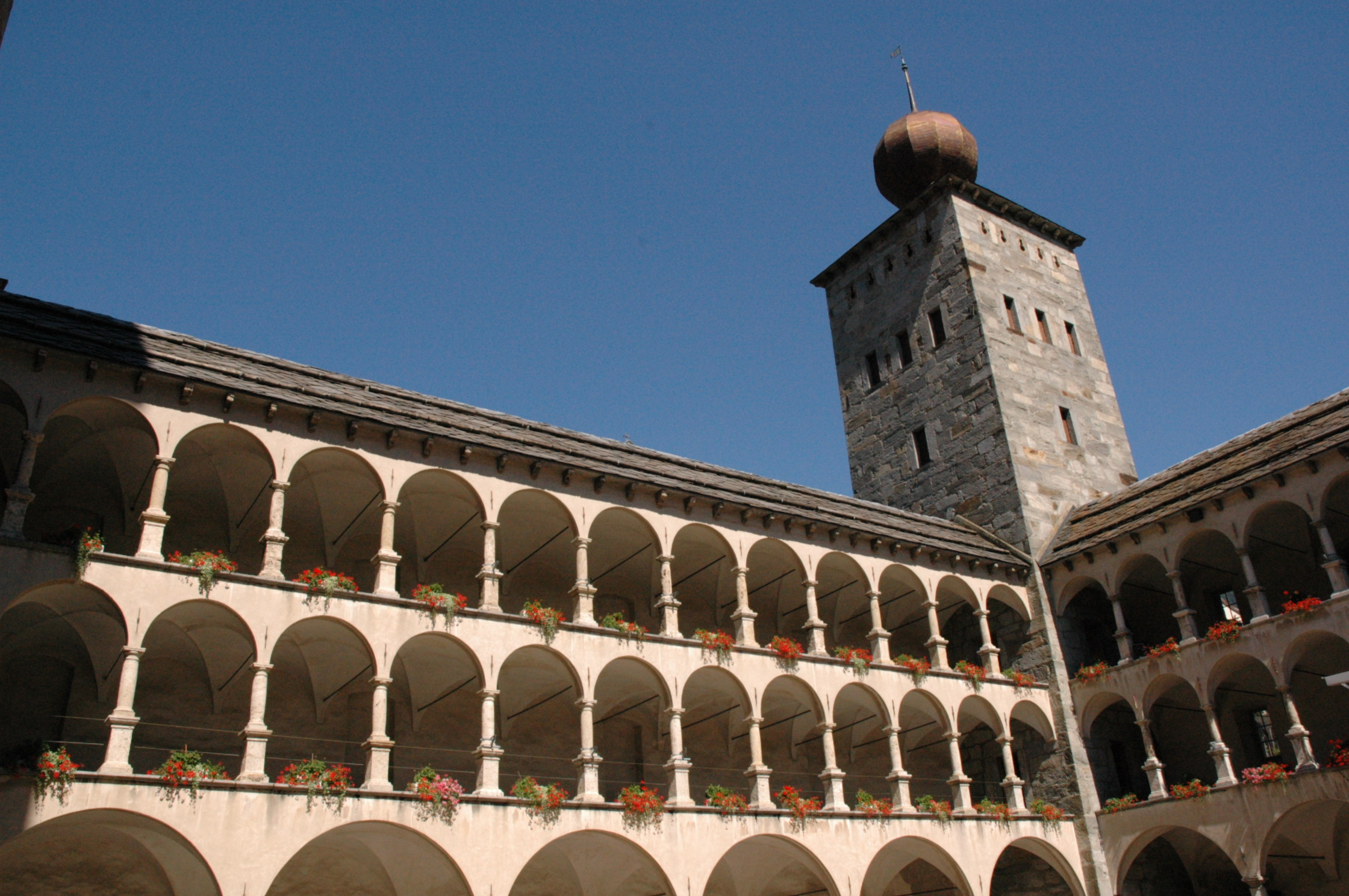
De binnenplaats van het Stockalperpalast
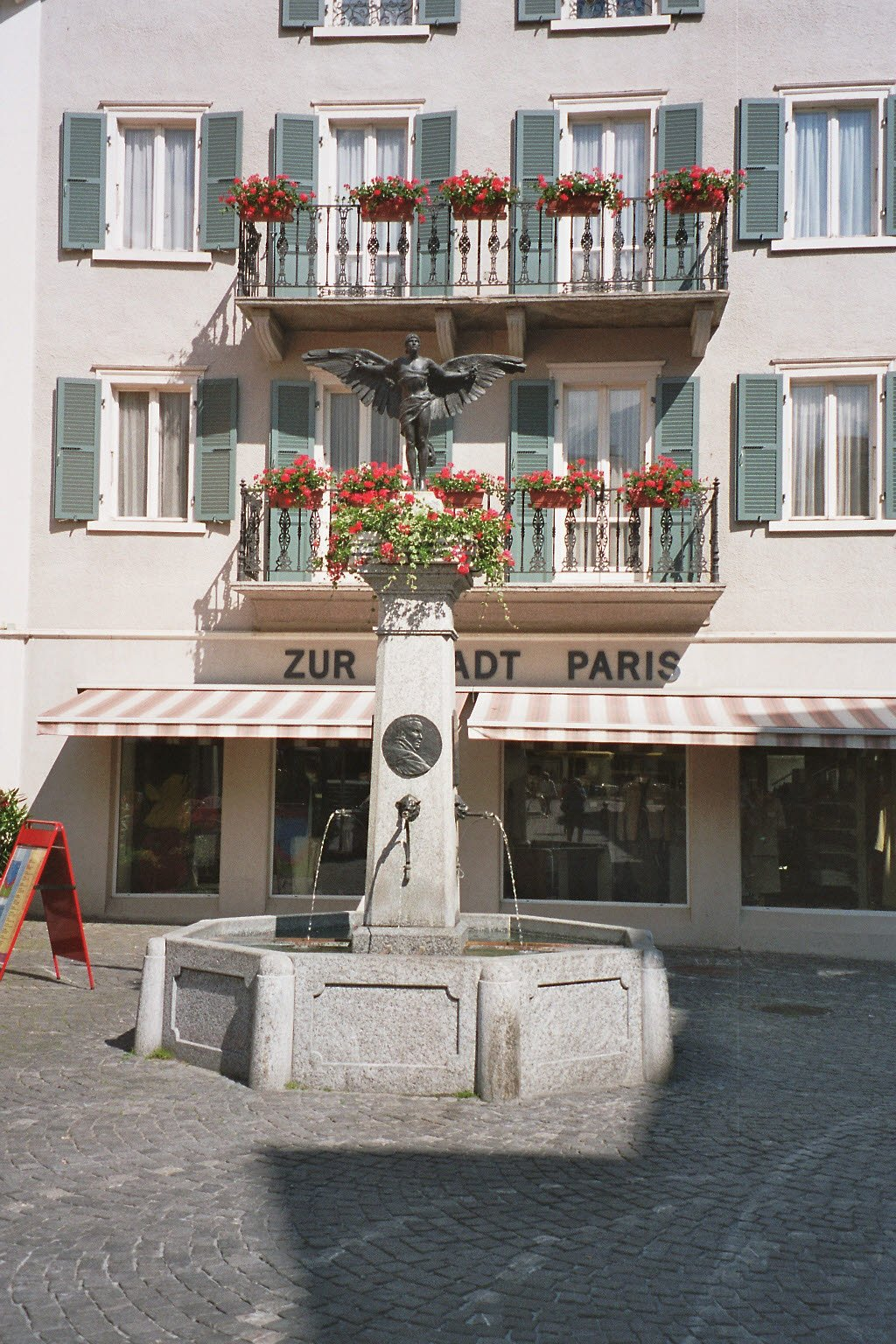
Gedenkteken voor Geo Chavez in het centrum van Brig
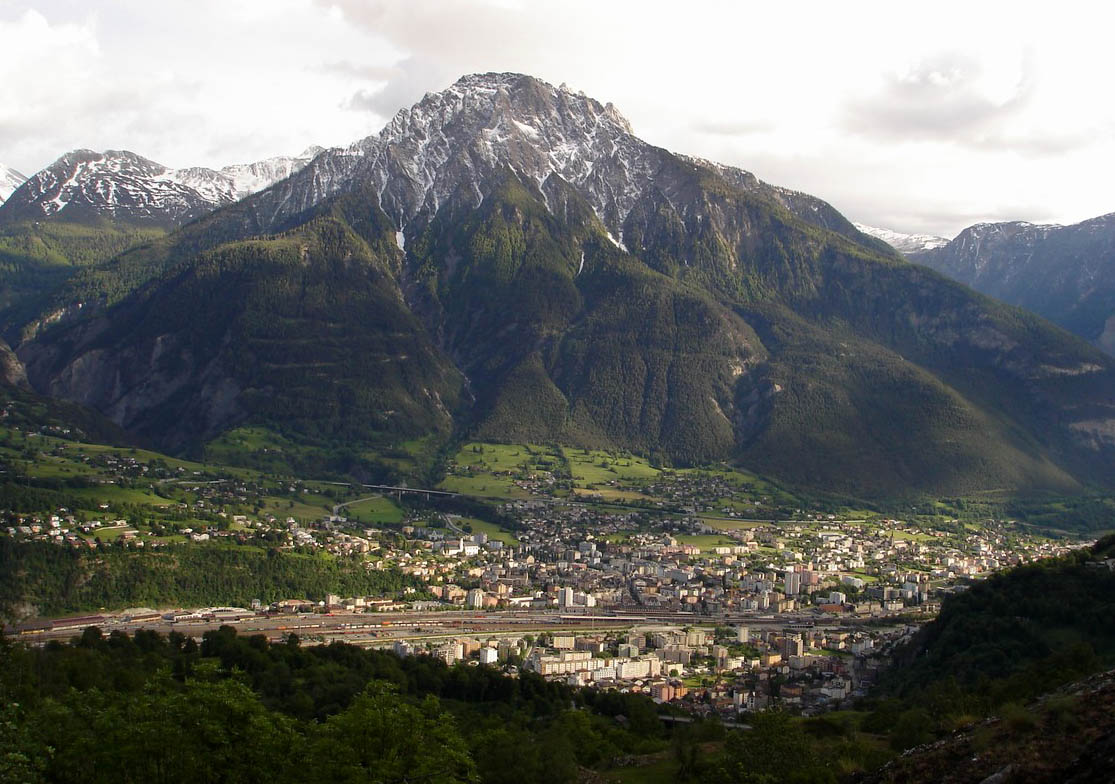
De Glishorn met op de voorgrond Brig, Glis en Naters